# Сатурнин Секунд Салуций
Сатурнин Секунд Салуций (на латински: Saturninius Secundus Salutius) е политик от Римската империя през 4 век.
Произлиза от Галия и е високо образован. Смятан е за добър познавач на гръцката литература и философия. Въпреки че е езичник, той е хвален и от християнските учени.
Салуций е квестор, съветник и важен цивилен помощник на Цезар Юлиан Апостат в Галия. През 359 г. е извикан от император Констанций II в Константинопол. След смъртта на Констанций II през 361 г. той става отново важен съветник на новия император Юлиан Апостат. В края на 361 г. той го прави преториански префект на Изтока. Юлиан го уважава много и му посвещава произведението Oratio IV: Hymnus Helii Dei, ad Sallustium amicum scriptus.
Салуций придружава Юлиан в похода против сасанидите, при който Юлиан умира на 26 юни 363, а той успява да остане жив. Предлага му се императорската корона, но той отказва да я приеме, като дава за причина старостта си и крехкото си здраве. Тогава провъзгласят за император командира на императорската гвардия Йовиан. След смъртта на Йовиан той се застъпва за Валентиниан I и става след връщането му от Персия отново преториански префект при брат му Валент. Либаний го хвали за неподкупността му.
Много учени го идентифицират с философа неоплатоник Салустий, автор на написаното на гръцки произведение „За боговете и света“ (Peri theōn kai kósmou). Сатурнин Салуций не трябва да се бърка с Флавий Салустий (консул 363 г.).